# Sinja Gorica
Sinja Gorica je naselje v Občini Vrhnika. Pri naselju je istoimenska vzpetina - osamelec (293 m) na Ljubljanakem Barju. Funkcijsko se deli na dve enoti: Sinjo Gorico in Sinjo Gorico-Sap, slednja leži ob glavni cesti Ljubljana - Vrhnika. S 479 prebivalci je eno manjših naselij v občini, s preko 40 registriranimi podjetji, rangiranimi v sekundarne, predvsem pa v terciarne dejavnosti, pa spada med njene razvitejše dele.
Naselje leži ob redni progi medkrajevnega potniškega prometa, linije 47, z dvema postajališčema:
- Sinja Gorica-Avtomontaža
- Sinja Gorica-Sap

V naselju deluje samostojno prostovoljno gasilsko društvo, PGD Sinja Gorica.

## Znamenitosti
V središču naselja stoji podružnična cerkev, ki je edina slovenska cerkev, posvečena sv. Jobu.
V okolici naselja so pomembna mokrišča in rastišča z zakonom zavarovanih rastlin (npr. močvirska logarica). Večji del krajevne skupnosti je vključen v okoljevarstveno območje pod zaščito EU Natura 2000.